# Armas Toivonen
Armas Toivonen   (Halikko, 20 de gener de 1899 - Hèlsinki, 12 de setembre de 1973) va ser un atleta finlandès, especialista en curses de llarga distància, que va competir durant les dècades de 1920 i 1930.
El 1932 va prendre part en els Jocs Olímpics de Los Angeles, on va guanyar la medalla de bronze en la marató del programa d'atletisme.
En el seu palmarès també destaca la medalla d'or en marató al primer Campionat d'Europa d'atletisme, el 1934.

## Millors marques
- 5.000 metres. 14' 58.6" (1929)
- 10.000 metres. 31' 23.4" (1929)
- Marató. 2h 32' 12" (1932)[1][3]